# Список астероїдів (52201—52300)
| Назва                          | Тимчасове позначення | Дата відкриття    | Місце відкриття                      | Відкривач                                              |
| ------------------------------ | -------------------- | ----------------- | ------------------------------------ | ------------------------------------------------------ |
| (52201) 3098 T-3               | 3098 T-3             | 16 жовтня 1977    | Паломарська обсерваторія             | К. Й. ван Гаутен, І. ван Гаутен-Ґроневельд, Т. Герельс |
| (52202) 3124 T-3               | 3124 T-3             | 16 жовтня 1977    | Паломарська обсерваторія             | К. Й. ван Гаутен, І. ван Гаутен-Ґроневельд, Т. Герельс |
| (52203) 3160 T-3               | 3160 T-3             | 16 жовтня 1977    | Паломарська обсерваторія             | К. Й. ван Гаутен, І. ван Гаутен-Ґроневельд, Т. Герельс |
| (52204) 3219 T-3               | 3219 T-3             | 16 жовтня 1977    | Паломарська обсерваторія             | К. Й. ван Гаутен, І. ван Гаутен-Ґроневельд, Т. Герельс |
| (52205) 3247 T-3               | 3247 T-3             | 16 жовтня 1977    | Паломарська обсерваторія             | К. Й. ван Гаутен, І. ван Гаутен-Ґроневельд, Т. Герельс |
| (52206) 3326 T-3               | 3326 T-3             | 16 жовтня 1977    | Паломарська обсерваторія             | К. Й. ван Гаутен, І. ван Гаутен-Ґроневельд, Т. Герельс |
| (52207) 3403 T-3               | 3403 T-3             | 16 жовтня 1977    | Паломарська обсерваторія             | К. Й. ван Гаутен, І. ван Гаутен-Ґроневельд, Т. Герельс |
| (52208) 3423 T-3               | 3423 T-3             | 16 жовтня 1977    | Паломарська обсерваторія             | К. Й. ван Гаутен, І. ван Гаутен-Ґроневельд, Т. Герельс |
| (52209) 3495 T-3               | 3495 T-3             | 16 жовтня 1977    | Паломарська обсерваторія             | К. Й. ван Гаутен, І. ван Гаутен-Ґроневельд, Т. Герельс |
| (52210) 4032 T-3               | 4032 T-3             | 16 жовтня 1977    | Паломарська обсерваторія             | К. Й. ван Гаутен, І. ван Гаутен-Ґроневельд, Т. Герельс |
| (52211) 4049 T-3               | 4049 T-3             | 16 жовтня 1977    | Паломарська обсерваторія             | К. Й. ван Гаутен, І. ван Гаутен-Ґроневельд, Т. Герельс |
| (52212) 4056 T-3               | 4056 T-3             | 16 жовтня 1977    | Паломарська обсерваторія             | К. Й. ван Гаутен, І. ван Гаутен-Ґроневельд, Т. Герельс |
| (52213) 4181 T-3               | 4181 T-3             | 16 жовтня 1977    | Паломарська обсерваторія             | К. Й. ван Гаутен, І. ван Гаутен-Ґроневельд, Т. Герельс |
| (52214) 4196 T-3               | 4196 T-3             | 16 жовтня 1977    | Паломарська обсерваторія             | К. Й. ван Гаутен, І. ван Гаутен-Ґроневельд, Т. Герельс |
| (52215) 4213 T-3               | 4213 T-3             | 16 жовтня 1977    | Паломарська обсерваторія             | К. Й. ван Гаутен, І. ван Гаутен-Ґроневельд, Т. Герельс |
| (52216) 5014 T-3               | 5014 T-3             | 16 жовтня 1977    | Паломарська обсерваторія             | К. Й. ван Гаутен, І. ван Гаутен-Ґроневельд, Т. Герельс |
| (52217) 5035 T-3               | 5035 T-3             | 16 жовтня 1977    | Паломарська обсерваторія             | К. Й. ван Гаутен, І. ван Гаутен-Ґроневельд, Т. Герельс |
| (52218) 5050 T-3               | 5050 T-3             | 16 жовтня 1977    | Паломарська обсерваторія             | К. Й. ван Гаутен, І. ван Гаутен-Ґроневельд, Т. Герельс |
| (52219) 5071 T-3               | 5071 T-3             | 16 жовтня 1977    | Паломарська обсерваторія             | К. Й. ван Гаутен, І. ван Гаутен-Ґроневельд, Т. Герельс |
| (52220) 5082 T-3               | 5082 T-3             | 16 жовтня 1977    | Паломарська обсерваторія             | К. Й. ван Гаутен, І. ван Гаутен-Ґроневельд, Т. Герельс |
| (52221) 5103 T-3               | 5103 T-3             | 16 жовтня 1977    | Паломарська обсерваторія             | К. Й. ван Гаутен, І. ван Гаутен-Ґроневельд, Т. Герельс |
| (52222) 5111 T-3               | 5111 T-3             | 16 жовтня 1977    | Паломарська обсерваторія             | К. Й. ван Гаутен, І. ван Гаутен-Ґроневельд, Т. Герельс |
| (52223) 5158 T-3               | 5158 T-3             | 16 жовтня 1977    | Паломарська обсерваторія             | К. Й. ван Гаутен, І. ван Гаутен-Ґроневельд, Т. Герельс |
| (52224) 5602 T-3               | 5602 T-3             | 16 жовтня 1977    | Паломарська обсерваторія             | К. Й. ван Гаутен, І. ван Гаутен-Ґроневельд, Т. Герельс |
| 52225 Panchenko                | 1968 OF1             | 25 липня 1968     | Астрономічна станція Серро Ель Робле | Гурій Плюгін, Юрій Бєляєв                              |
| 52226 Saenredam                | 1974 PA              | 12 серпня 1974    | Паломарська обсерваторія             | Т. Герельс                                             |
| (52227) 1975 SM1               | 1975 SM1             | 30 вересня 1975   | Паломарська обсерваторія             | Ш. Дж. Бас                                             |
| 52228 Протос (Protos)          | 1977 RN              | 5 вересня 1977    | Обсерваторія Ла-Сілья                | Лутц Шмадель                                           |
| (52229) 1978 NN                | 1978 NN              | 10 липня 1978     | Паломарська обсерваторія             | Е. Гелін, Юджин Шумейкер                               |
| (52230) 1978 NR                | 1978 NR              | 10 липня 1978     | Паломарська обсерваторія             | Е. Гелін, Юджин Шумейкер                               |
| 52231 Sitnik                   | 1978 RX1             | 5 вересня 1978    | КрАО                                 | Черних Микола Степанович                               |
| (52232) 1978 UY4               | 1978 UY4             | 27 жовтня 1978    | Паломарська обсерваторія             | Мішель Олмстід                                         |
| (52233) 1978 UQ5               | 1978 UQ5             | 27 жовтня 1978    | Паломарська обсерваторія             | Мішель Олмстід                                         |
| (52234) 1978 UX7               | 1978 UX7             | 27 жовтня 1978    | Паломарська обсерваторія             | Мішель Олмстід                                         |
| (52235) 1979 MW2               | 1979 MW2             | 25 червня 1979    | Обсерваторія Сайдинг-Спрінг          | Е. Гелін, Ш. Дж. Бас                                   |
| (52236) 1979 MF7               | 1979 MF7             | 25 червня 1979    | Обсерваторія Сайдинг-Спрінг          | Е. Гелін, Ш. Дж. Бас                                   |
| (52237) 1979 OW2               | 1979 OW2             | 24 липня 1979     | Паломарська обсерваторія             | Ш. Дж. Бас                                             |
| (52238) 1979 OM9               | 1979 OM9             | 24 липня 1979     | Обсерваторія Сайдинг-Спрінг          | Ш. Дж. Бас                                             |
| (52239) 1979 OV10              | 1979 OV10            | 24 липня 1979     | Обсерваторія Сайдинг-Спрінг          | Ш. Дж. Бас                                             |
| (52240) 1980 FQ4               | 1980 FQ4             | 16 березня 1980   | Обсерваторія Ла-Сілья                | Клаес-Інґвар Лаґерквіст                                |
| (52241) 1980 PW2               | 1980 PW2             | 4 серпня 1980     | Обсерваторія Сайдинг-Спрінг          | Королівська обсерваторія Едінбурга                     |
| (52242) 1981 EX                | 1981 EX              | 3 березня 1981    | Обсерваторія Ла-Сілья                | Анрі Дебеонь, Джованні де Санктіс                      |
| (52243) 1981 ED3               | 1981 ED3             | 2 березня 1981    | Обсерваторія Сайдинг-Спрінг          | Ш. Дж. Бас                                             |
| (52244) 1981 EE4               | 1981 EE4             | 2 березня 1981    | Обсерваторія Сайдинг-Спрінг          | Ш. Дж. Бас                                             |
| (52245) 1981 EP4               | 1981 EP4             | 2 березня 1981    | Обсерваторія Сайдинг-Спрінг          | Ш. Дж. Бас                                             |
| (52246) 1981 EQ5               | 1981 EQ5             | 2 березня 1981    | Обсерваторія Сайдинг-Спрінг          | Ш. Дж. Бас                                             |
| (52247) 1981 EP10              | 1981 EP10            | 1 березня 1981    | Обсерваторія Сайдинг-Спрінг          | Ш. Дж. Бас                                             |
| (52248) 1981 EE15              | 1981 EE15            | 1 березня 1981    | Обсерваторія Сайдинг-Спрінг          | Ш. Дж. Бас                                             |
| (52249) 1981 EK21              | 1981 EK21            | 2 березня 1981    | Обсерваторія Сайдинг-Спрінг          | Ш. Дж. Бас                                             |
| (52250) 1981 EE32              | 1981 EE32            | 6 березня 1981    | Обсерваторія Сайдинг-Спрінг          | Ш. Дж. Бас                                             |
| (52251) 1981 EF32              | 1981 EF32            | 6 березня 1981    | Обсерваторія Сайдинг-Спрінг          | Ш. Дж. Бас                                             |
| (52252) 1981 EJ35              | 1981 EJ35            | 2 березня 1981    | Обсерваторія Сайдинг-Спрінг          | Ш. Дж. Бас                                             |
| (52253) 1981 EZ35              | 1981 EZ35            | 3 березня 1981    | Обсерваторія Сайдинг-Спрінг          | Ш. Дж. Бас                                             |
| (52254) 1981 EJ36              | 1981 EJ36            | 7 березня 1981    | Обсерваторія Сайдинг-Спрінг          | Ш. Дж. Бас                                             |
| (52255) 1981 EM37              | 1981 EM37            | 1 березня 1981    | Обсерваторія Сайдинг-Спрінг          | Ш. Дж. Бас                                             |
| (52256) 1981 EM38              | 1981 EM38            | 1 березня 1981    | Обсерваторія Сайдинг-Спрінг          | Ш. Дж. Бас                                             |
| (52257) 1981 EJ42              | 1981 EJ42            | 2 березня 1981    | Обсерваторія Сайдинг-Спрінг          | Ш. Дж. Бас                                             |
| (52258) 1981 EE44              | 1981 EE44            | 6 березня 1981    | Обсерваторія Сайдинг-Спрінг          | Ш. Дж. Бас                                             |
| (52259) 1981 EY47              | 1981 EY47            | 3 березня 1981    | Обсерваторія Сайдинг-Спрінг          | Ш. Дж. Бас                                             |
| (52260) 1982 KA                | 1982 KA              | 22 травня 1982    | Обсерваторія Кісо                    | Хірокі Косаї, Кіїтіро Фурукава                         |
| (52261) 1982 VL4               | 1982 VL4             | 14 листопада 1982 | Обсерваторія Кісо                    | Хірокі Косаї, Кіїтіро Фурукава                         |
| (52262) 1983 QV                | 1983 QV              | 30 серпня 1983    | Паломарська обсерваторія             | Джеймс Ґібсон                                          |
| (52263) 1985 QD6               | 1985 QD6             | 24 серпня 1985    | КрАО                                 | Черних Микола Степанович                               |
| (52264) 1985 RD2               | 1985 RD2             | 13 вересня 1985   | Паломарська обсерваторія             | Е. Гелін                                               |
| (52265) 1985 RM3               | 1985 RM3             | 7 вересня 1985    | Обсерваторія Ла-Сілья                | Анрі Дебеонь                                           |
| 52266 Van Flandern             | 1986 AD              | 10 січня 1986     | Паломарська обсерваторія             | Керолін Шумейкер, Юджин Шумейкер                       |
| (52267) 1986 EP2               | 1986 EP2             | 4 березня 1986    | Обсерваторія Ла-Сілья                | В. Феррері                                             |
| (52268) 1986 WU                | 1986 WU              | 25 листопада 1986 | Обсерваторія Клеть                   | Антонін Мркос                                          |
| (52269) 1988 CU                | 1988 CU              | 13 лютого 1988    | Обсерваторія Йорії                   | Масару Араї, Хіроші Морі                               |
| (52270) 1988 CH5               | 1988 CH5             | 13 лютого 1988    | Обсерваторія Ла-Сілья                | Ерік Вальтер Ельст                                     |
| 52271 Лекорбюзьє (Lecorbusier) | 1988 RP3             | 8 вересня 1988    | Обсерваторія Карла Шварцшильда       | Ф. Бернґен                                             |
| (52272) 1988 RO5               | 1988 RO5             | 2 вересня 1988    | Обсерваторія Ла-Сілья                | Анрі Дебеонь                                           |
| (52273) 1988 RQ10              | 1988 RQ10            | 14 вересня 1988   | Обсерваторія Серро Тололо            | Ш. Дж. Бас                                             |
| (52274) 1988 RG12              | 1988 RG12            | 14 вересня 1988   | Обсерваторія Серро Тололо            | Ш. Дж. Бас                                             |
| (52275) 1988 RS12              | 1988 RS12            | 14 вересня 1988   | Обсерваторія Серро Тололо            | Ш. Дж. Бас                                             |
| (52276) 1988 RZ12              | 1988 RZ12            | 14 вересня 1988   | Обсерваторія Серро Тололо            | Ш. Дж. Бас                                             |
| (52277) 1988 SE3               | 1988 SE3             | 16 вересня 1988   | Обсерваторія Серро Тололо            | Ш. Дж. Бас                                             |
| (52278) 1988 SG3               | 1988 SG3             | 16 вересня 1988   | Обсерваторія Серро Тололо            | Ш. Дж. Бас                                             |
| (52279) 1989 CH3               | 1989 CH3             | 4 лютого 1989     | Обсерваторія Ла-Сілья                | Ерік Вальтер Ельст                                     |
| (52280) 1989 RB                | 1989 RB              | 5 вересня 1989    | Паломарська обсерваторія             | Е. Гелін                                               |
| (52281) 1989 SJ1               | 1989 SJ1             | 26 вересня 1989   | Обсерваторія Ла-Сілья                | Ерік Вальтер Ельст                                     |
| (52282) 1989 SO2               | 1989 SO2             | 26 вересня 1989   | Обсерваторія Ла-Сілья                | Ерік Вальтер Ельст                                     |
| (52283) 1989 SE5               | 1989 SE5             | 26 вересня 1989   | Обсерваторія Ла-Сілья                | Ерік Вальтер Ельст                                     |
| (52284) 1990 HP                | 1990 HP              | 26 квітня 1990    | Паломарська обсерваторія             | Е. Гелін                                               |
| 52285 Kakurinji                | 1990 OX2             | 30 липня 1990     | Обсерваторія Ґейсей                  | Тсутому Секі                                           |
| (52286) 1990 QT1               | 1990 QT1             | 22 серпня 1990    | Паломарська обсерваторія             | Генрі Гольт                                            |
| (52287) 1990 QP4               | 1990 QP4             | 23 серпня 1990    | Паломарська обсерваторія             | Генрі Гольт                                            |
| (52288) 1990 QU8               | 1990 QU8             | 16 серпня 1990    | Обсерваторія Ла-Сілья                | Ерік Вальтер Ельст                                     |
| (52289) 1990 QH9               | 1990 QH9             | 16 серпня 1990    | Обсерваторія Ла-Сілья                | Ерік Вальтер Ельст                                     |
| (52290) 1990 SF                | 1990 SF              | 17 вересня 1990   | Обсерваторія Сайдинг-Спрінг          | Роберт Макнот                                          |
| 52291 Мотт (Mott)              | 1990 TU1             | 10 жовтня 1990    | Обсерваторія Карла Шварцшильда       | Ф. Бернґен, Лутц Шмадель                               |
| (52292) 1990 TB2               | 1990 TB2             | 10 жовтня 1990    | Обсерваторія Карла Шварцшильда       | Ф. Бернґен, Лутц Шмадель                               |
| 52293 Моммзен (Mommsen)        | 1990 TQ3             | 12 жовтня 1990    | Обсерваторія Карла Шварцшильда       | Ф. Бернґен, Лутц Шмадель                               |
| (52294) 1990 TJ4               | 1990 TJ4             | 12 жовтня 1990    | Обсерваторія Карла Шварцшильда       | Ф. Бернґен, Лутц Шмадель                               |
| (52295) 1990 VK4               | 1990 VK4             | 15 листопада 1990 | Обсерваторія Ла-Сілья                | Ерік Вальтер Ельст                                     |
| (52296) 1990 WM3               | 1990 WM3             | 19 листопада 1990 | Обсерваторія Ла-Сілья                | Ерік Вальтер Ельст                                     |
| (52297) 1991 CH2               | 1991 CH2             | 12 лютого 1991    | Обсерваторія Сайдинг-Спрінг          | Роберт Макнот                                          |
| (52298) 1991 GM7               | 1991 GM7             | 8 квітня 1991     | Обсерваторія Ла-Сілья                | Ерік Вальтер Ельст                                     |
| (52299) 1991 NJ1               | 1991 NJ1             | 12 липня 1991     | Паломарська обсерваторія             | Генрі Гольт                                            |
| (52300) 1991 NE3               | 1991 NE3             | 4 липня 1991      | Обсерваторія Ла-Сілья                | Анрі Дебеонь                                           |